# Tephromela stenosporonica
Tephromela stenosporonica är en lavart som beskrevs av Elix & Kalb. Tephromela stenosporonica ingår i släktet Tephromela och familjen Mycoblastaceae.   Inga underarter finns listade i Catalogue of Life.